# Al Hirschfeld Theatre

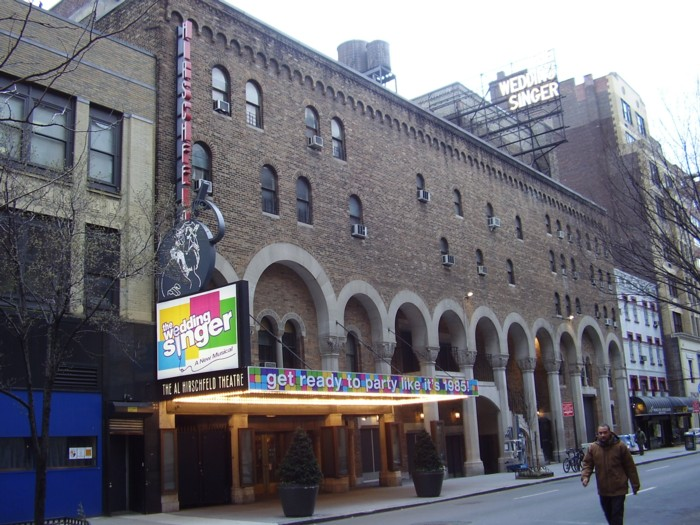
Das Hirschfeld-Theater (2006)

Das Al Hirschfeld Theatre ist ein Theater am Broadway in New York City.

## Geschichte
Das Theater öffnete als Martin Beck Theatre am 11. November 1924. Für Planung und Ausführung war G. Albert Landsburgh verantwortlich, der seinerzeit zu den besten Theaterarchitekten im Westen der USA zählte. Namensgeber, Gründer und Inhaber war der Theaterproduzent Martin Beck. Dieser leitete das Theater bis zu seinem Tod im Jahre 1940. 
In den folgenden 25 Jahren wurde der Betrieb durch die Martin Beck Estate weitergeführt. 1965 kaufte der Unternehmer William McKnight das Beck-Theater zum Preis von 1,5 Millionen Dollar. McKnight, der zu diesem Zeitpunkt bereits mehrere Theater besaß, gründete in den 1970er-Jahren die Dachgesellschaft Jujamcyn, unter deren Leitung das Hirschfeld-Theater bis heute (2015) steht.  
Am 21. Juni 2003 wurde das Beck-Theater zu Ehren des amerikanischen Karikaturisten Al Hirschfeld in Al Hirschfeld Theatre umbenannt und am 23. November 2003 wiedereröffnet.